# Dysochrysa reflexa
Dysochrysa reflexa är en insektsart som beskrevs av Bo Tjeder 1966. Dysochrysa reflexa ingår i släktet Dysochrysa och familjen guldögonsländor. Inga underarter finns listade i Catalogue of Life.